# Rinodina excrescens
Rinodina excrescens är en lavart som beskrevs av Vain. Rinodina excrescens ingår i släktet Rinodina och familjen Physciaceae.   Inga underarter finns listade i Catalogue of Life.